# 攀枝莓
攀枝莓（学名：Rubus flagelliflorus），又名少花乌泡（湖北植物志） 、对嘴泡、老雅泡、阿格的、裂緣苞懸鉤子，为蔷薇科悬钩子属的植物，为中国的特有植物。分布在中国大陆的贵州、湖北、四川、湖南、陕西等地，生长于海拔900米至1,500米的地区，多生在荒山岩壁和山谷坡地杂木林内，目前尚未由人工引种栽培。